# 437

437(사백삼십칠)은 436보다 크고 438보다 작은 자연수다.

## 수학
- 합성수로, 그 약수는 1, 19, 23, 437이다. 진약수의 합은 43이므로, 437은 부족수다.
  - 135번째 반소수다. 앞의 반소수는 427, 다음 반소수는 445다.
- {\displaystyle 437=19\times 23}
  - 연속하는 두 소수(素數)의 곱으로 나타낼 수 있으며, 이 성질을 지닌 앞의 수는 323, 다음 수는 667이다.
- {\displaystyle 45^{6}-1}은 437로 나누어떨어진다.

## 과학
- NGC 437(영어판): 물고기자리 방향에 있는 렌즈형은하.

## 교통

### 철도
- 수도권 전철 4호선 대공원역의 역번호.

### 도로
- 일본 437번 국도(일본어판): 에히메현 마쓰야마시에서 야마구치현 이와쿠니시까지 이어지는 일본의 국도.
- 현도 제437호선

## 군사
- U-437(영어판): 제2차 세계 대전에 사용된 나치 독일의 군용 잠수함.

## 문화유산
- 대한민국의 보물 제437호: 김회련 개국원종공신녹권
- 대한민국의 사적 제437호: 파주 칠중성

## 기타
- 연도: 437년, 기원전 437년